# Art Lande
Art Lande (Nueva York, 5 de febrero de 1947) es un pianista, baterista, compositor y pedagogo estadounidense, de jazz.

## Historial
Comenzó a estudiar piano a los 4 años, en el Williams College de su ciudad natal, aunque se trasladó a San Francisco en 1969.  Grabó su primer disco, con composiciones propias, en 1973, para el [`sello discográfico|sello]] ECM, en duo con el saxofonista Jan Garbarek.  El nombre del disco, Red Lanta, fue el primero de los muchos anagramas de su nombre que Lande usó en sus discos.
En 1976 fundó el cuarteto "Rubisa Patrol", con Mark Isham en la trompeta, Bill Douglass en el bajo, y Glenn Cronkhite (después reemplazado por Kurt Wortmann) en la batería. Rubisa Patrol tocaba jazz estándar, aunque con toques de originalidad.
Tocaron en el área de la Bahía de San Francisco, y realizaron una extensa gira por Europa. Grabaron dos discos, también para ECM: Rubisa Patrol (1976), Desert Marauders (1977). Después, la banda grabó un tercer álbum, The Story Of Ba-Ku (1978), para el sello 1750 Arch Street.
a comienzos de los años 1980, Lande entró en el Cornish College of the Arts de Seattle. Después, entre 1983 y 1986, Lande vivió en Suiza, trabajando en la escuela de música de St. Gallen.  En 1987, se trasladó a Boulder (Colorado), para enseñar en la Naropa University.  Desde entonces, ha residido en esta localidad, trabajando de forma usual con músicos locales.
Lande ha grabado un gran número de discos de piano sólo, con material propio, incluyendo The Eccentricities of Earl Dant (1977), Art Lande: Hardball! (1987), Art Lande: Melissa Spins Away (1987), Friday the Thirteenth (1996), que incluye trece composiciones de Thelonious Monk revisitadas, y While She Sleeps (2005).
Wa partir de mediados de los años 1990, Lande ha tocado y grabado con diversos grupos, también como baterista.

## Discografía

### Como líder
- Red Lanta (ECM, 1973)
- Rubisa Patrol (ECM, 1976)
- The Eccentricities of Earl Dant (Arch, 1977)
- Desert Marauders (ECM, 1977)
- The Story of Ba-Ku (Arch, 1978)
- Skylight con David Samuels y Paul McCandless (ECM, 1981)
- We Begin con Mark Isham (ECM, 1987)
- Hardball! (Great American Music Hall, 1987)
- Melissa Spins Away (Great American Music Hall, 1987)
- The 3 Billy Goats Gruff & The 3 Little Pigs con Holly Hunter (Rabbit Ears/Windham Hill, 1989)
- Red Riding Hood & Goldilocks con Meg Ryan (Rabbit Ears/Windham Hill, 1990)
- World Without Cars con Mark Miller (Synergy Music, 1996)
- Friday the Thirteenth (Vartan Jazz, 1996)

### Como acompañante (selección)
Con Gary Peacock
- Shift in the Wind (ECM, 1980)